# Pretty Boy, Dirty Boy
Pretty Boy, Dirty Boy é o segundo álbum de estúdio do artista musical colombiano Maluma, lançado em 30 de outubro de 2015, pela Sony Music Colômbia. O trabalho no álbum durou três anos, durante o qual a Maluma colaborou com vários compositores e produtores. Pretty Boy, Dirty Boy é um álbum conceitual destinado a mostrar as diferentes facetas de Maluma; o lado do Pretty Boy contém baladas românticas e o Dirty Boy consiste de músicas sedutoras com gravações de reggaeton. Quatro singles foram lançados do álbum "El Tiki" e "Borró Cassette", que precederam o lançamento e "El Perdedor" e "Sin Contrato" - todos foram bem sucedidos em países da América Latina. Para promover o álbum, Maluma embarcou na Pretty Boy, Dirty Boy World Tour em 2016.

## Antecedentes e lançamento
O trabalho em Pretty Boy, Dirty Boy começou em 2012. No período desde então e no lançamento do álbum, Maluma gravou aproximadamente 80 músicas, nenhuma das quais fez parte da listagem final de faixas do disco. Ele reconheceu que ele "demorou" para escolher o melhor material para o álbum, sentir as expectativas do público, fazê-lo soar "moderno" e na essência de seu estilo musical; por isso que a data de lançamento do álbum foi adiada. O conceito por trás de Pretty Boy, Dirty Boy era mostrar a dupla personalidade do cantor; a "personalidade bonita" representada por baladas românticas e o "menino sujo" por músicas reggaeton com letras "sedutoras". Durante uma entrevista, Maluma explicou: "Todos os seres humanos têm uma dualidade. Eu tenho um lado romântico e um mais malicioso. Eu queria mostrar ambas as versões".
O álbum contém participação de vários cantores latinos - Farruko, Alexis & Fido, Leslie Grace, Cosculluela, El Micha e Arcángel fazem aparições em todo o álbum. Musicalmente, o álbum contém elementos de reggaeton, pop e música urbana. Nick Murray, escrevendo para a Rolling Stone, resumiu o som como "arranjos simples e remotos preenchidos com melodias fugazes e linhas de baixo ricas". O álbum foi disponibilizado para download digital em 30 de outubro de 2015. No mesmo dia, as músicas foram disponibilizadas no canal Vevo de Maluma. "El Tiki" foi lançado como o primeiro single do álbum em 31 de março de 2015.

## Recepção
Sara Skolnick em uma revisão para o site Remezcla, escreveu que Pretty Boy, Dirty Boy "permanece com segurança no território pop, entregando sons polidos e reggaeton com algumas surpresas". No entanto, ela observou que a dualidade do cantor, embora evidente nas letras da música, não foi vista na "faixa estética da música", acrescentando que o lado Dirty Boy do álbum permaneceu inexplorado. O álbum foi nomeado na categoria álbum favorito no 2016 do Premios Juventud e ganhou o Premio Lo Nuestro para Álbum Urbano do Ano.
Para a semana que terminou em 5 de novembro de 2015, Pretty Boy, Dirty Boy estreou líder no Billboard Top Latin Albums dos Estados Unidos, vendendo 3.000 cópias na primeira semana e tornando-se o primeiro álbum número um de Maluma nesse gráfico. Desde então, passou mais 17 semanas nesse gráfico antes de sair.

## Promoção
Para promover o álbum, Maluma lançou a Pretty Boy, Dirty Boy World Tour em 2016, visitando principalmente países da América Latina e os EUA. Em maio de 2016, as datas de concertos para a Espanha foram agendadas em outubro, marcando a primeira vez que o cantor cantaria no país.

## Faixas
| Edição Padrão  |                                         | |         |  |
| N.º            | Título                                  | Compositor(es)                                                                                               | Duração |  |
| 1.             | "Borró Cassette"                        | Bryan Snaider Lezcano Chaverra Kevin Mauricio Jiménez Juan Luis Londoño JY (El De La J) Rene David Cano Rios | 3:27    |  |
| 2.             | "¿Dónde Estás?" (participação. Farruko) | Londoño Carlos E. Reyes Rosado Sharo Torres                                                                  | 3:17    |  |
| 3.             | "El Perdedor"                           | JY (El De La J) Chaverra Jiménez Londoño Miky la Sensa                                                       | 3:27    |  |
| 4.             | "Me Gustas"                             | Jonathan De Jesús Gandarilla Londoño                                                                         | 3:37    |  |
| 5.             | "Sin Contrato"                          | Edgar Barrera Andrés Castro Londoño                                                                          | 3:41    |  |
| 6.             | "Una Aventura" (part. Alexis & Fido)    | Londoño Joel Martinez                                                                                        | 3:50    |  |
| 7.             | "Tengo un Amor" (part. Leslie Grace)    | Edgar Barrera Andrés Castro Londoño                                                                          | 3:47    |  |
| 8.             | "Pretextos" (part. Cosculluela)         | Chaverra Jonathan De La Cruz Jiménez Londoño José Fernando Cosculluela Suárez                                | 3:48    |  |
| 9.             | "Ya No Es Niña"                         | Johnatan Ballesteros Londoño Juan Diego Medina Christian Mena Luis Felipe Morales                            | 3:35    |  |
| 10.            | "Solos" (part. El Micha)                | Chaverra Jiménez Londoño Michael Sierra                                                                      | 3:27    |  |
| 11.            | "Tu Cariño" (part. Arcángel)            | Chaverra Jiménez Londoño Austín Santos                                                                       | 3:07    |  |
| 12.            | "Recuérdame"                            | Londoño Justine Quiles Jonathan Rivera Sixto Rodriguez Giancarlos Rivera Tapia                               | 3:10    |  |
| 13.            | "La Misma Moneda"                       | Marlo Eduardo Betancourt Arbelaez Chaverra Jiménez Londoño                                                   | 3:41    |  |
| 14.            | "Vuelo Hacia el Olvido"                 | Bruno Linares Londoño                                                                                        | 3:33    |  |
| 15.            | "El Tiki"                               | Arbelaez Chaverra Jiménez Londoño                                                                            | 3:01    |  |
| 16.            | "Carnaval"                              | Londoño Rivera Gabriel Rodríguez Giancarlos Rivera Tapia                                                     | 3:34    |  |
| Duração total: | Duração total:                          | Duração total:                                                                                               | 56:02   |  |

## Desempenho nas tabelas musicais
| Chart (2016)                      | Maior posição |
| --------------------------------- | ------------- |
| Argentina (CAPIF)                 | 8             |
| Espanha (PROMUSICAE)              | 2             |
| Estados Unidos (Top Latin Albums) | 1             |
| México (AMPROFON)                 | 2             |
| Uruguai (CUD)                     | 9             |

| Chart (2016)         | Posição |
| -------------------- | ------- |
| Espanha (PROMUSICAE) | 87      |
| México (AMPROFON)    | 35      |

## Vendas e certificações
| Região | Certificação | Vendas/distribuição |
| --- | ------------ | ------------------- |
| Chile (IFPI) | 2× Platina   | 20.000^             |
| Colômbia (ASINCOL) | Diamante     | 200.000^            |
| Estados Unidos (RIAA) | 2× Platina   | 120.000‡            |
| México (AMPROFON) | 3× Platina   | 180,000^            |
| *vendas baseadas apenas na certificação ^distribuições baseadas apenas na certificação ‡dados de streaming baseados somente em certificação |              |                     |